# リー郡 (テキサス州)
リー郡 (リーぐん、Lee County) は、アメリカ合衆国テキサス州に位置する郡である。2000年現在、ここの人口は15,657人である。ここの郡庁所在地はGiddingsである。リー郡はアメリカ連合国軍の総司令官、ロバート・E・リーの名を取って命名された。

## 地理
アメリカ合衆国統計局によると、この郡は総面積1,642 km2 (634 mi2) である。このうち1,628 km2 (628 mi2) が陸地で14 km2 (6 mi2) が水地域である。総面積の0.87%は水地域となっている。

### 隣接する郡
- ミラム郡  (北)
- バールソン郡  (北東)
- ワシントン郡  (東)
- ファイエット郡  (南東)
- バストロップ郡  (南西)
- ウィリアムソン郡  (北西)

## 人口動勢
2000年現在の国勢調査で、この郡は人口15,657人、5,663世帯、及び4,150家族が暮らしている。人口密度は10/km2 (25/mi2) である。4/km2 (11/mi2) の平均的な密度に6,851軒の住宅が建っている。この郡の人種的な構成は白人76.59%、アフリカン・アメリカン12.08%、先住民0.46%、アジア0.24%、太平洋諸島系0.03%、その他の人種8.87%、及び混血1.72%である。ここの人口の18.19%はヒスパニックまたはラテン系である。
この郡内の住民は28.80%が18歳未満の未成年、18歳以上24歳以下が9.20%、25歳以上44歳以下が26.30%、45歳以上64歳以下が21.40%、及び65歳以上が14.40%にわたっている。中央値年齢は36歳である。女性100人ごとに対して男性は101.60人である。18歳以上の女性100人ごとに対して男性は98.00人である。
この郡内の世帯ごとの平均的な収入は36,280米ドルであり、家族ごとの平均的な収入は42,073米ドルである。男性は30,635米ドルに対して女性は21,611米ドルの平均的な収入がある。この郡の一人当たりの収入 (per capita income) は17,163米ドルである。人口の11.90%及び家族の9.70%は貧困線以下である。全人口のうち18歳未満の13.70%及び65歳以上の16.10%は貧困線以下の生活を送っている。

## 都市及び町
- Giddings
- レキシントン